# Johann Wilhelm Schleuen
Johann Wilhelm Schleuen (* 10. August 1748 in Berlin; † 16. September 1812 ebenda) war ein deutscher Kupferstecher.

## Leben
Johann Wilhelm Schleuen war der jüngste Sohn des Kupferstechers Johann David Schleuen. Sein gleichnamiger Bruder (* 29. September 1742; † 16. November 1745) starb als Kind. Johann Wilhelm wurde wie seine Brüder Johann Georg und Johann Friedrich in der Werkstatt seines Vaters als Kupferstecher tätig. Er starb mit 64 Jahren im Hospital Rummelsburg.